# Du courage et du cœur
Du courage et du cœur (Love's Everlasting Courage) est un téléfilm américain réalisé par Bradford May, et diffusé le 1er octobre 2011 sur Hallmark Channel.

## Synopsis
Clark Davis (Wes Brown) se bat pour garder sa terre et de soutenir sa famille pendant une longue période de sécheresse. Avec un prêt bancaire à rembourser, sa femme, Ellen (Julie Mond), prend un emploi en ville comme couturière, mais elle tombe rapidement malade de la scarlatine. Finalement, elle demande, sur son lit de mort, à Clark de laisser son cœur ouvert et de trouver l'amour à nouveau. Dévasté de perdre son épouse bien-aimée, Clark et sa jeune fille Missie (Morgan Lily), se tournent vers ses parents, Irène et Lloyd pour leur soutien.

## Fiche technique
- Titre original : Love's Everlasting Courage
- Réalisation : Bradford May
- Scénario : Kevin Bocarde
- Pays : États-Unis
- Durée : 84 min

## Distribution
- Wes Brown : Clark Davis
- Bruce Boxleitner : Lloyd Davis
- Cheryl Ladd : Irene Davis
- Julie Mond (en) : Ellen Davis
- Morgan Lily : Missie Davis
- Willow Geer (en) : Sarah
- Tyler Jacob Moore (en) : Ben Graham
- Kirk B. R. Woller (en) : Bruce Conner
- James Eckhouse : Mr. Harris
- Courtney Marmo : Laura